# César Baldaccini
César Baldaccini, genannt César, (* 1. Januar 1921 in Marseille; † 6. Dezember 1998 in Paris) war ein international bedeutender französischer Bildhauer des Nouveau Réalisme. Während er unter seinem Nachnamen so gut wie nicht beziehungsweise nur Eingeweihten bekannt ist, ist er als „César“ weltberühmt. Er schuf den César, die Trophäe des französischen Filmpreises.

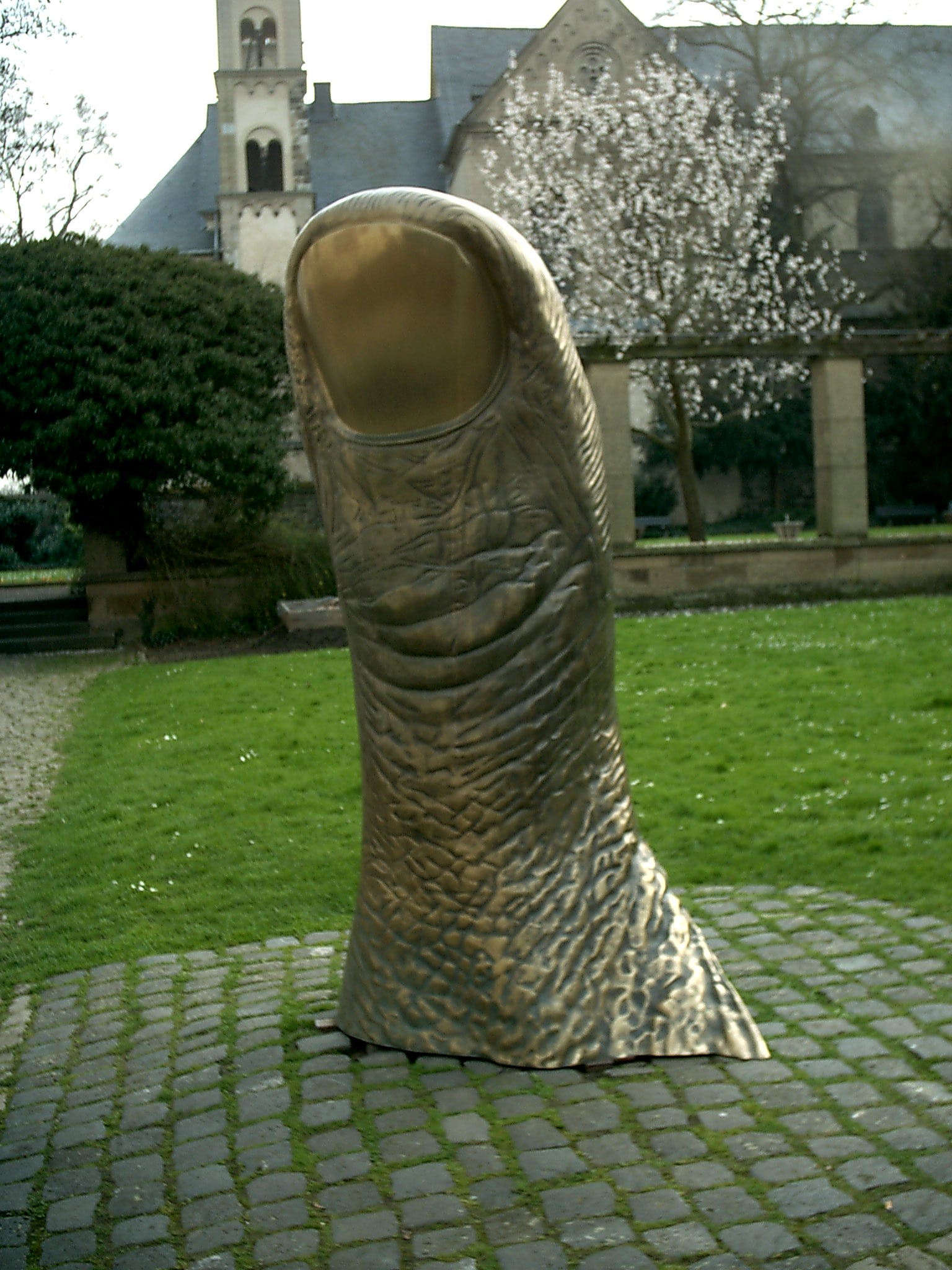
„Le Pouce“ (Der Daumen) im Ludwig Museum Koblenz

## Leben
César Baldaccini, als Sohn einfacher Einwanderer aus der Toskana am 1. Januar 1921 in Marseille geboren, besuchte dort die École des Beaux-Arts und kam 1942 nach Paris. Als mittelloser Student der École nationale supérieure des beaux-arts de Paris arbeitete er in einer traditionellen Bildhauerklasse, wohnte unter dem Atelier von Alberto Giacometti, gewann Preise, besuchte Constantin Brâncuși und Pablo Picasso. Sein Werdegang ging also vom soliden Handwerk aus und durch die akademische Lehre hindurch. Am Weg zum Star in der Kunstszene standen Patriarchen der klassischen Moderne.
Baldaccini starb im Alter von 77 Jahren. Auf dem Pariser Cimetière du Montparnasse befindet sich sein Grab.

## Nouveaux Réalistes
1961 schloss sich César der losen Künstlervereinigung Nouveau Réalisme an, welche im Jahr zuvor in Paris gegründet worden war. Der Kunstkritiker Pierre Restany sah die „Neuen Realisten“ als programmatische Gruppe unter seiner intellektuellen Regie an. Der 39-jährige César hatte sich mit seinen Plastiken aus geschweißtem Alteisen auf internationalen Ausstellungen bereits einen Namen gemacht: 1956 auf der Biennale di Venezia, 1957 auf der Biennale von São Paulo und der Biennale in Carrara sowie in der Hanover Gallery in London, 1958 im Carnegie Institute Pittsburgh und auf der Weltausstellung in Brüssel, 1959 auf der documenta II in Kassel (er war ebenfalls auf der documenta III 1964 und auf der 4. documenta 1968 vertreten) und in der Galerie Claude Bernard in Paris, wo das Vernissage-Publikum die Rue des Beaux Arts verstopfte. Sein Ruf des mondänen Clowns wächst im Verhältnis zu seinem künstlerischen Ruf in geometrischer Progression. Sein südländisches Temperament spritzt ihm aus allen Poren, schrieb Pierre Restany über seine Rolle im Pariser kulturellen Ghetto der ausgehenden 1950er Jahre.
Durch puren Zufall sei er mit seinen Kompressionen zu den jüngeren Nouveaux Réalistes gestoßen und habe deren Manifest nachträglich unterzeichnet, da es eine gemeinsame Idee über die direkte Aneignung der Realität gegeben habe. Während die Kritik den Kunststatus der industriell gepressten Autowracks bezweifelte, sei ihm erst durch Restany bewusst geworden, dass die Kompressionen alle Bedingungen des "Objektes" erfüllten und dass eine progressive Linie vom Fahrrad-Rad Duchamps von 1913 zu den hydraulisch zerquetschten Autos von 1960 führe, vom Ready-made zum Objet-plus als ›modernste Geste der Plastik des Jahrhunderts‹ (Restany).

## Selbsteinschätzung
Ich habe das wirklich nicht in diesem Sinn gemacht. Ich gehörte vielmehr zur Familie der Vergangenheit, im Rückgriff auf Ägypten und noch weiter auf die Primitiven, auf all das, was sich mit dem Religiösen zeigt, wo es eine Übertragung gibt, eine Angst, eine Präsenz. César betonte in jedem Interview, wenn auch nicht ohne Eloquenz, er sei kein Intellektueller, sondern Handwerker, geleitet durch seine Emotion und durch die „Logik des Materials“. Ich kann heute noch nicht sagen, ob die Kompression wie das Ready-made eine Grenzgeste ist. – Ich bin ein Bildhauer in der Tradition. Ich bin – wie sagte meine Mutter – Michelangelo oder Rodin. Ich bin zugleich Duchamp oder Man Ray.

## Werke
Assemblages (Assemblagen):
- 1954: „Chauve-Souris“
- 1954: „Vénus de Villetaneuse“
- 1955: „La Grande Duchesse“
- 1956: „Nu de Saint-Denis“

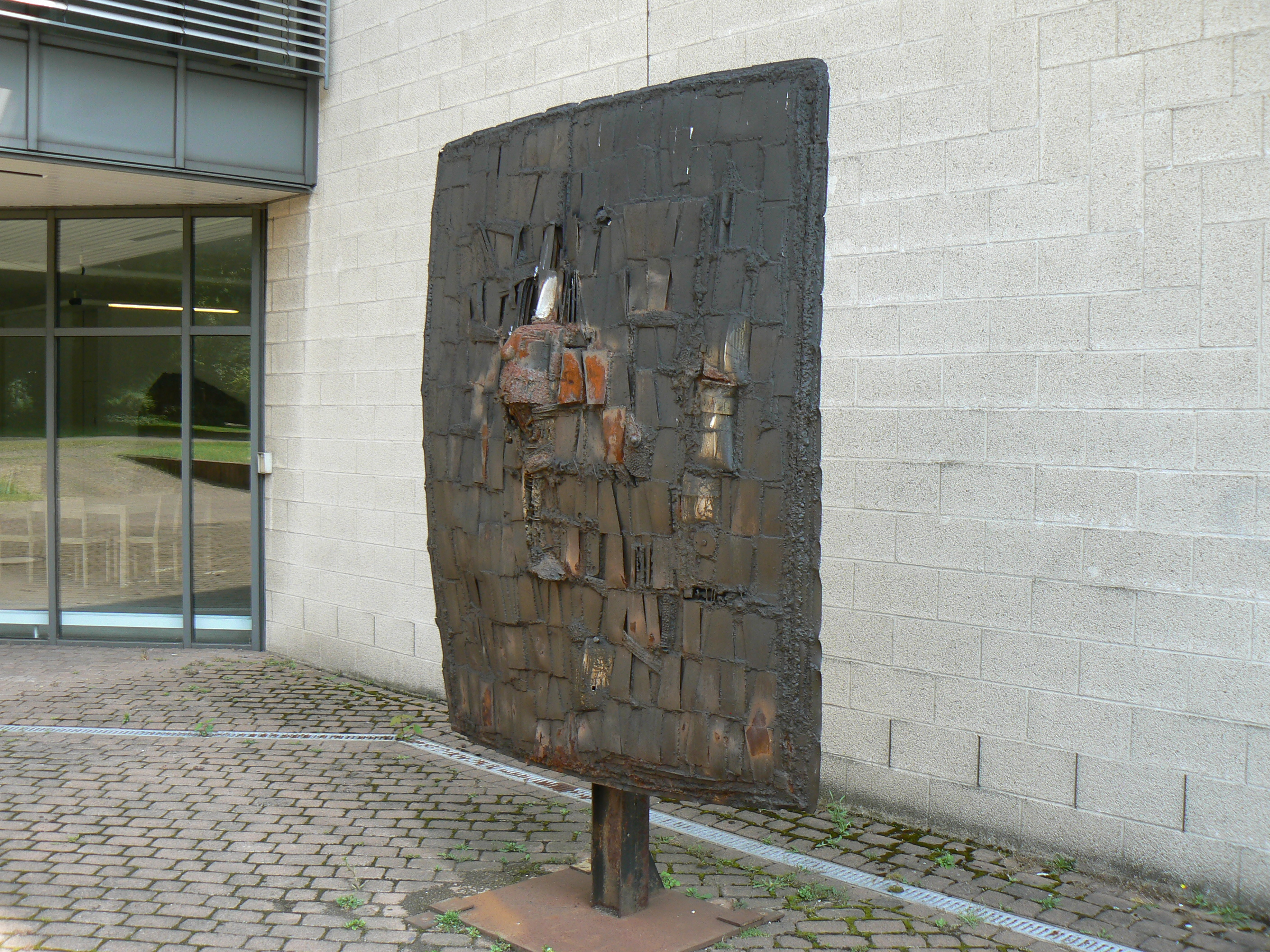
L'Homme de Figanieres (1964)

- 1957: „Nu de la Belle-de-Mai“, in der Ausstellung Ein Wald der Skulpturen – Sammlung Simon Spierer[4], Hessisches Landesmuseum Darmstadt
- 1983: „Hommage à Picasso“, Paris, Carrefour de la Croix Rouge

Compressions (Kompressionen):
- 1986: „Coque Vallelunga n° 1“, Paris, Centre Georges Pompidou, Musée national d'art moderne
- 1995: „Compression bicyclette“, Val de Marne, Fonds départemental d'art contemporain (FDAC)

Expansions
- 1967: „Expansion Jaune“, München, Kunststoff und Polyester ex Sammlung Gunter Sachs[5]
- 1970–1972: Conserve expansion - Martial Raysse, Aluminium, in Museo Cantonale d’Arte von Lugano[6]

Empreintes (Abdrücke):
- 1964: „Le Pouce“ (Der Daumen) im Ludwig Museum Koblenz und in Puteaux (Frankreich)

Sonstiges
- 1967: „Dessin Inedit“ (unveröffentlichte Zeichnung), Komposition von Muttern und Nägeln für das Etikett des Mouton Rothschild von 1967